# Nedre Abborrtjärnen, Värmland
Nedre Abborrtjärnen är en sjö i Årjängs kommun i Värmland och ingår i Göta älvs huvudavrinningsområde.